# Charmont (Marne)
Charmont je francouzská obec v departementu Marne v regionu Grand Est. Žije zde 236 obyvatel.

## Poloha obce
Obec leží u hranic departementu Marne s departementem Meuse.
Sousední obce jsou: Bettancourt-la-Longue, Nettancourt (Meuse), Possesse, Vernancourt a Vroil.

## Vývoj počtu obyvatel
Počet obyvatel